# César Huerta
Pour les articles homonymes, voir Huerta.
César Huerta, né le 3 décembre 2000 à Guadalajara au Mexique, est un footballeur international mexicain qui joue au poste d'avant-centre au RSC Anderlecht.

## Biographie

### En club
Né à Guadalajara au Mexique, César Huerta est formé par le club de sa ville natale, le CD Guadalajara. Il joue son premier match en professionnel à l'âge de 17 ans, le 11 novembre 2018, lors d'une rencontre de championnat face au Club León. Il entre en jeu à la place d'Isaác Brizuela et son équipe s'impose sur le score d'un but à zéro.
En 2019, Huerta est prêté au Club Deportivo Zacatepec, club évoluant en deuxième division mexicaine. Il joue un total de 17 matchs pour six buts avec cette équipe.
Le 3 janvier 2020, il est prêté au Monarcas Morelia, club évoluant en première division. Il rejoint ensuite quelques mois plus tard le Mazatlán FC, toujours sous forme de prêt. Il inscrit avec l'équipe de Mazatlán trois buts en championnat au cours du second semestre 2020.
Le 1er juin 2022, César Huerta quitte son club formateur pour s'engager définitivement au Pumas UNAM.
Le 23 septembre 2023, Huerta se fait remarquer en réalisant son premier doublé pour les Pumas, lors d'une rencontre de championnat contre le Puebla FC. Titularisé, il donne la victoire à son équipe en marquant les deux seuls buts de la partie,.
Le 10 janvier 2025, César Huerta signe au RSC Anderlecht pour un contrat de quatre ans et demi, soit jusqu'en juin 2029. Le transfert est estimé à 2 millions d'euros,.
Huerta s'illustre dès son premier match pour Anderlecht en marquant son premier but pour le club, lors d'une rencontre de championnat face au KV Courtrai, le 19 janvier 2025. Entré en cours de jeu, il marque dans le temps additionnel et sécurise la victoire de son équipe (0-2 score final),.

### En sélections nationales
Avec les moins de 17 ans, il remporte le championnat de la CONCACAF des moins de 17 ans en 2017, en battant les États-Unis en finale, après une séance de tirs au but.
La même année, il participe à la Coupe du monde des moins de 17 ans organisée en Inde. Lors du mondial junior, il joue trois matchs. Le Mexique s'incline en huitièmes de finale face à l'Iran.
Le 10 septembre 2023, César Huerta honore sa première sélection avec l'équipe nationale du Mexique face à l'Australie. Il entre en jeu à la place d'Alexis Vega et se fait remarquer en marquant également son premier but en sélection. Les deux équipes se neutralisent toutefois (2-2 score final).

## Palmarès

### En club
|  |  | RSC Anderlecht - Coupe de Belgique : - Finaliste : 2025. |

### En sélections nationales
|  |  | Mexique -17 ans - Championnat de la CONCACAF -17 ans (1) : - Vainqueur : 2017. |  | Mexique - Ligue des nations de la CONCACAF (1) : - Vainqueur : 2025. |